# ياسوهيرو هاتو
ياسوهيرو هاتو (波 戸 康 広) ولد في 4 مايو 1976 هو لاعب كرة قدم ياباني. وقد شارك 15 مرة مع المنتخب الوطني الياباني بين 2001 و 2002.

## مسيرته الكروية
لعب ياسوهيرو هاتو خلال مسيرته الاحترافية مع 4 أندية في ثمانية عشر موسمًا وسجل خلالها هدفين أثنين ضمن 358 مباراة. حيث فاز في موسم واحد بالكأس وفي موسمين بالدوري.
خاض ياسوهيرو هاتو مسيرته مع نادي يوكوهاما فلوغلس في موسم 1995 ليلعب معه أربعة مواسم، مشاركًا في 34 مباراة ولم يسجل أي هدف. ثم انتقل إلى نادي يوكوهاما إف مارينوس في موسم 1999 في المرة الأولى ليلعب معه ستة مواسم ثم في عامي 2010-2012 ولمدة موسمين، حيث شارك طوالها في 151 مباراة سجل خلالها هدفًا واحدًا. لينتقل بعدها إلى نادي كاشيوا ريسول في عامي 2004-2006 ولمدة موسمين، مشاركًا في 50 مباراة سجل خلالها هدفًا واحدًا أيضًا. ثم انتقل إلى نادي أوميا أرديجا في موسم 2006 ليلعب معه أربعة مواسم، مشاركًا في 123 مباراة ولم يسجل أي هدف.

## روابط خارجية
- ياسوهيرو هاتو على موقع الاتحاد الدولي (مؤرشف)  (الإنجليزية)
- ياسوهيرو هاتو على موقع رابطة كرة القدم اليابانية للمحترفين (اليابانية)
- ياسوهيرو هاتو على موقع قاعدة بيانات كرة القدم.إي يو (الإنجليزية)
- ياسوهيرو هاتو على موقع ناشيونال فوتبول تيمز (الإنجليزية)
- ياسوهيرو هاتو على موقع Soccerway.com (الإنجليزية)
- ياسوهيرو هاتو على موقع عالم كرة القدم.نت (الإنجليزية)

1. ↑  "Stats Centre: Yasuhiro Hato Facts". الغارديان. مؤرشف من الأصل في 2012-06-08. اطلع عليه بتاريخ 2009-06-08.
2. ↑  "ياسوهيرو هاتو". فرق كرة القدم الوطنية. Benjamin Strack-Zimmerman. اطلع عليه بتاريخ 2020-06-26.